# Tuberolamia
Tuberolamia – rodzaj chrząszczy z rodziny kózkowatych i podrodziny zgrzypikowych.

## Zasięg występowania
Przedstawiciele tego rodzaju występują w Peru.

## Systematyka
Do Tuberolamia należą 2 gatunki:
- Tuberolamia andicola
- Tuberolamia grilloides